# Aurora Bernárdez
Aurora Bernárdez (Buenos Aires, 23 de febrero de 1920 - París, 8 de noviembre de 2014) fue una traductora y escritora argentina.

## Biografía
Era hija de Españoles, Francisco Bernárdez y Dolores Novoa.
Tuvo cinco medio hermanos hijos de un anterior matrimonio de su padre ―Enrique, el también escritor y poeta Francisco Luis Bernárdez, Ricardo, Federico y Adelaida― y dos hermanos ―Mariano y Teresa (1931-2010)―.
De niña vivió unos años en Lugo (Galicia).
Estudió Filosofía en la Universidad de Buenos Aires, y se graduó de licenciada en Filosofía y Letras.

## Matrimonio con Cortázar
La escritora Inés Malinow cuenta cómo el entonces novel escritor Julio Cortázar (1914-1984) conoció a su amiga Aurora Bernárdez ―de «nariz respingadísima», según palabras de Cortázar― en 1948:

Yo lo conocí por esa época. Salimos un par de veces a tomar café y hablar de literatura. Aurora Bernárdez era mi amiga, le comenté y quiso conocerlo. Así, una tarde, en el café Boston, la cité a ella, a Julio y al escritor Pérez Zelaschi y se conocieron. Después ellos empezaron a tratarse. Todavía Julio era un desconocido.
Inés Malinow

Su relación con Cortázar había sido intensa desde el primer momento en que se conocieron y encontraron fuertes afinidades, especialmente intelectuales. Aumentó de intensidad en los últimos meses en que Cortázar estuvo en Buenos Aires.
Después, él viajó solo; fue una estadía de poco tiempo en París, un reconocimiento casi turístico. Al volver a Buenos Aires, los lazos se estrecharon y decidieron irse juntos a Europa. En octubre de 1951, Cortázar migró para siempre a Francia, con una beca del Gobierno francés.
Primero se alojó en la Ciudad Universitaria (allí le robaron buena parte de la biblioteca que había llevado, muchos libros de poesía francesa e inglesa, y de literatura en general).
Su amiga la Maga (Edith Aron) le consiguió trabajo en las tiendas Printemps, donde ella era empleada.
Consiguió un trabajo con un distribuidor de libros judío, al que conoció por un aviso en el diario.
Tenía que empaquetar libros y llevarlos a distintas librerías de la ciudad. Para moverse por París se compró una moto Vespa, con la que tuvo un accidente bastante grave a mediados de 1952.
Ese año 1952 fue cuando Cortázar estuvo en contacto con la Maga.

[Cortázar] Hacía todo el tiempo ese tipo de juegos, en los que yo nunca me sentí a la par. ¡Me acomplejaba porque él sabía tanto y yo sabía tan poco! No me decidí a irme a vivir con él justamente porque quería estudiar. Además, sabía que él admiraba mucho a Aurora Bernárdez, que estaba en Buenos Aires. [...]
¿Usted estaba enamorada de Cortázar?
No lo sabía. Cierta noche Cortázar me dijo que Aurora llegaría a fin de año a París, y me preguntó qué era más importante para mí, si la Navidad o el Año Nuevo. No sé por qué le dije que Año Nuevo, que Navidad la iba a pasar con mi papá. Cuando nos volvimos a ver, él había pasado Navidad con Aurora y se había decidido por ella. Fue sólo al perderlo que me di cuenta de que lo quería.
Edith Aron (la Maga)

A fines de diciembre de 1952, Bernárdez se le unió en París.
Aurora consiguió varios trabajos de traducción (entre ellos la traducción de una gruesa enciclopedia de filosofía), que les permitió mantenerse.

Comíamos kilos de papas fritas, hacíamos los bifes casi clandestinamente porque en la pieza del hotel no había cocina, ni se nos autorizaba a cocinar, abríamos la ventana del cuarto para que no humeara tanto
Aurora Bernárdez

Cortázar consiguió un contrato para traducir algunos cuentos de Edgar Allan Poe.
En abril de 1953, con muy poco presupuesto, viajaron a Florencia (Italia), donde vivieron en una pensión económica. Después de recorrer el norte de Italia se quedaron viviendo en Roma. A mediados de agosto de 1953 retornaron a París. 
Al regreso de este viaje se casaron por civil, el 22 de agosto de 1953, en la Mairie del IV distrito, frente al bazar del Hotel de Ville. Sus testigos fueron Esther Herschkovich (amiga de Aurora en sus épocas de estudiantes en Buenos Aires) y su esposo el expublicitario Lipa Burd.
Poco tiempo después Cortázar consiguió un trabajo como traductor temporario en la Unesco. Después Aurora también consiguió trabajo como traductora de la Unesco durante muchos años, hasta 1985, y en las mismas condiciones temporarias como contratada, para poder mantener su independencia. Eso les permitía viajar a lugares que les interesaban a ambos.
A fines de los años cincuenta vivieron en un departamento de la rue Pierre Leroux, 24 bis, en el VII distrito.
Allí Cortázar empezó a escribir Rayuela.
Como intérpretes y traductores de la Unesco, realizaron varios viajes, cada uno por su lado, a Roma, a Montevideo.
Viajaron juntos a la India.
A principios de los años sesenta, Cortázar consiguió un contrato para traducir las obras completas en prosa de Edgar Allan Poe para la Universidad de Puerto Rico. Le pagaron 3000 dólares de aquella época, lo que le permitió comprar un viejísimo pavillón (galpón) en París, en la Place du Général Beuret, en el distrito XV. Lo hicieron acondicionar y remodelar con la arquitecta argentina Angelina Camicia, que lo convirtió en un departamento de tres niveles. En ese departamento vivió Aurora Bernárdez.
Aurora colaboró en esa traducción. Ese trabajo es considerado por los críticos como la mejor traducción de la obra del escritor estadounidense.

Hubo un primer apartamento muy pequeño en el VII distrito, donde empecé Rayuela y escribí muchos cuentos. Luego hubo lo que los franceses llaman pavillón: es una pequeña casa en lo alto de un viejo depósito que formó una casita independiente muy linda, por cierto, en la que vivimos diez años. Allí terminé Rayuela y allí escribí casi todos los cuentos de Todos los fuegos el fuego y muchos otros textos. Y luego, hace dos años cuando me separé de mi exmujer, le dejé a ella esa casita, ese pavillón, porque aunque ella vive sobre todo en la Argentina, es también traductora, y viene a veces a trabajar a Francia. En este momento está en París trabajando para la Unesco. Y entonces yo le dejé eso a ella.
Julio Cortázar

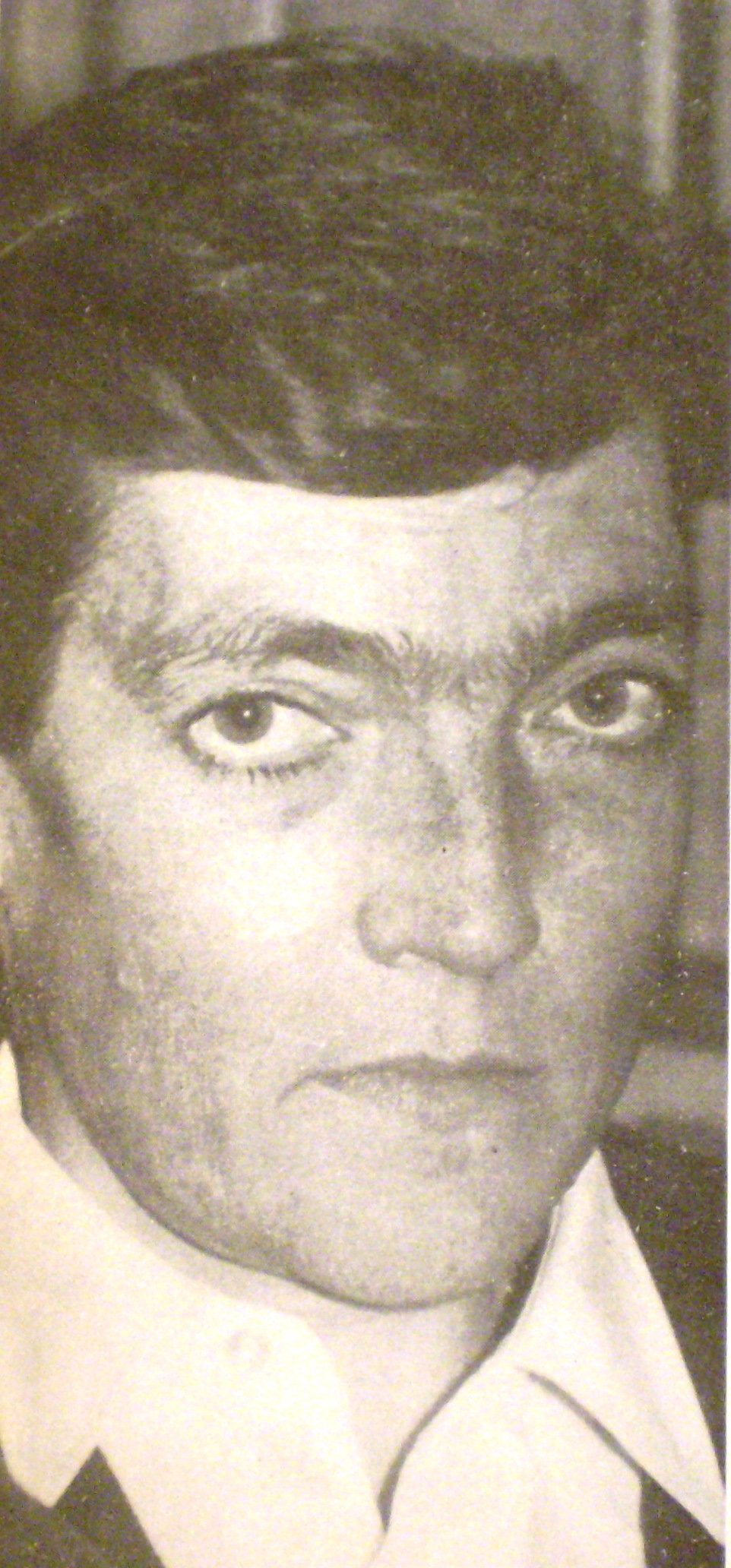
Fotografía del escritor Julio Cortázar en 1968, a los 54 años.

Bernárdez trabajó como traductora junto con Cortázar. También colaboró con él en el proceso de preproducción de varias de las futuras traducciones de sus obras a otros idiomas.

Los había conocido a ambos un cuarto de siglo atrás en casa de un amigo común en París, y desde entonces, hasta la última vez que los vi juntos, en 1967, en Grecia, nunca dejó de maravillarme el espectáculo que significaba oír conversar y ver a Aurora y a Julio en tándem. Todos los demás parecíamos sobrar. Todo lo que decían era inteligente, culto, divertido, vital. Muchas veces pensé: «No pueden ser siempre así. Esas conversaciones las ensayan en su casa, para deslumbrar luego a los interlocutores con las anécdotas inusitadas, las citas brillantísimas y esas bromas que, en el momento oportuno, descargan el clima intelectual». Se pasaban los temas el uno al otro como dos consumados malabaristas y con ellos uno no se aburría nunca. La perfecta complicidad, la secreta inteligencia que parecía unirlos era algo que yo admiraba y envidiaba en la pareja tanto como su simpatía, su compromiso con la literatura y su generosidad para con todo el mundo y, sobre todo, los aprendices como yo. Era difícil determinar quién había leído más y mejor, y cuál de los dos decía cosas más agudas e inesperadas sobre libros y autores.
Mario Vargas Llosa

Según el escritor Saúl Yurkievich (1931-2005), amigo de ambos, Cortázar y Bernárdez formaron desde el principio esa «pareja amorosa que sabía como nadie enriquecer constantemente su complicidad».
Cortázar la llamaba cariñosamente Glop.
Cuando terminó Rayuela (1962), Cortázar le escribió a su amigo Francisco ''Paco'' Porrúa (1922), director literario de Editorial Sudamericana:

El libro tiene un solo lector: Aurora. Su opinión del libro puedo quizá resumírtela si te digo que se echó a llorar cuando llegó al final. Aurora y yo, encastillados en nuestro granero, nos dedicamos al trabajo, a la lectura y a la audición de los cuartetos de Alban Berg y Schoenberg, aprovechando la ventaja de que aquí ni hay nadie que nos golpee el cielorraso.
Julio Cortázar

Continuaron cada uno haciendo múltiples viajes al exterior, por cuestiones de trabajo.

Nunca sentí celos por Aurora. Más adelante, ellos insistieron en que, de tanto en tanto, fuese a comer a su casa. Yo era la chica que había aprendido junto a él. Después de todo, eso era lo que a él más le gustaba hacer; por algo en la Argentina había sido maestro de escuela. Pero la primera vez reconozco que me levanté de la mesa, me encerré en el baño y lloré. ¡Yo había estado sufriendo sin darme cuenta! Y sé que él estaba un poco preocupado. Con el éxito que le trajo Rayuela, sabía que un poco me usó.
Edith Aron (la Maga)

## Traducciones
Aurora Bernárdez tradujo desde el francés, el inglés, y el italiano al español a autores como:
- Gustave Flaubert (1821-1880),
- William Faulkner (1897-1962),[2]
- Vladimir Nabokov (1899-1977),
- Ray Bradbury (1920-2012), Fantasmas de lo nuevo, Las maquinarias de la alegría
- Jean-Paul Sartre (1905-1980),
- Simone de Beauvoir (1908-1986),
- Jean Anouilh (1910-1987), Antígona
- Paul Bowles (1910-1999),
- Lawrence Durrell (1912-1990), El cuarteto de Alejandría
- Albert Camus (1913-1960), El malentendido, Calígula y El primer hombre,
- Italo Calvino (1923-1985), Ciudades invisibles, Las cosmicómicas,[24]
- François Mauriac (1885-1970), De Pascal a Graham Greene.[25]

## Divorcio de Cortázar
En 1963, Bernárdez y Cortázar viajaron a Cuba, a conocer la Revolución cubana (1959-). Allí Cortázar comenzó su transformación en un escritor político latinoamericano. En cambio Bernárdez volvió a París muy desencantada, y decidida a no volver a pisar la isla nunca más.
Así Bernárdez y Cortázar entraron gradualmente en «una crisis lenta pero inevitable», como le escribió el escritor a su amigo el pintor Julio Silva (1930).
A finales de junio de 1968 se trasladaron a la casa que habían comprado en Saignon (Provenza, en el sur de Francia).
Un mes más tarde, la decisión de Cortázar de rehacer su vida, y dejar que Bernárdez rehiciera la suya, estaba firmemente tomada, «con alguien a quien vos conocés, porque la visitás con frecuencia en la rue Sebastien Bottin», escribió Cortázar a su amigo Paco Porrúa.
La crisis culminó con la aparición de la escritora lituana Ugné Karvelis (1936), que era su agente en la editorial Gallimard.
El paso siguiente fue una separación momentánea: Bernárdez se fue a París, y Cortázar permaneció trabajando en Saignon. Ese tiempo de reflexión sirvió para afianzar posiciones, cuyo desenlace pasaba por la separación. «Hay alguien que llena plenamente mi vida, y con quien confío recorrer ese trecho final de una vida ya muy larga", le confesará a Paco Porrúa.
La aparición de Karvelis en la vida del escritor vino a coincidir con el final de un proceso de descomposición de la pareja. El hecho de la separación nunca supuso un alejamiento entre ellos: ambos mantuvieron su amistad a lo largo del tiempo.
A pesar de la separación, esos 14 años que pasaron juntos habían creado un vínculo irrompible y un cariño mutuo que permanecería siempre intacto. Bernárdez y Cortázar seguirían frecuentando amigos en común y ellos mismos seguirían siendo buenos amigos durante toda la vida que restaba del escritor.
Cuando ―ocho años después― su relación con Ugné Karvelis llegó a su fin, Cortázar le pidió el divorcio a Aurora Bernárdez para poder casarse con la escritora y fotógrafa Carol Dunlop (1946-1982). Cortázar no se había casado con Karvelis.

## Muerte de Cortázar
En esa época Bernárdez frecuentaba mucho a la pareja, les ofreció la casa que había comprado en Mallorca y cuando Dunlop enfermó, estuvo constantemente presente.
Después de la muerte de Carol Dunlop ―la tercera y última mujer con la que Cortázar convivió―, Aurora Bernárdez lo acompañó después de que se le diagnosticara leucemia. Bernárdez vivió con él y lo acompañó en su lecho de muerte.
Tras su fallecimiento ―el 12 de febrero de 1984― ella quedó como la única heredera de su obra publicada y albacea literaria de Julio Cortázar, dueña del destino de los libros de su biblioteca ―salvo los miles de libros en español, que fueron donados a la Biblioteca Nacional de Nicaragua―, y dueña de sus documentos personales, manuscritos, hojas a máquina, cuadernos de notas y simples papelitos sueltos, todo metido en cajas y cajones. De este acervo ya se ha publicado un libro, Papeles inesperados (Alfaguara, 2009).
Desde la muerte de Cortázar se ha dedicado a publicar sus obras inéditas: Divertimento, El examen, Diario de Andrés Fava, Imagen de John Keats.
Compiló la correspondencia con ayuda de Gladis Anchieri y preparó el archivo fotográfico y fílmico depositado en el Centro Gallego de Artes de la Imagen. Cuando falleció el poeta Saúl Yurkievich ―director de la edición Obra completa por Círculo de Lectores (Barcelona), se hizo cargo de la tarea con la colaboración del filólogo barcelonés Carles Álvarez Garriga (1968).
En el año 2000 ―tras el trabajo de una década de recopilación llevado a cabo por Bernárdez―, la editorial madrileña Alfaguara publicó la primera edición de las cartas de Cortázar. En 2012 presentó una edición aumentada (con más de mil cartas nuevas) y ampliamente corregida (pues restituyó fragmentos suprimidos en la primera edición y reprodujo las cartas con mayor fidelidad).

## Premio
En 1994, Bernárdez obtuvo el diploma al mérito (premio Konex a las Letras) en el rubro Traducción.

## Vida privada
Vivió en París, en un antiguo pavillon (galpón) remodelado, en la Place du Général Beuret,
(Distrito XV).

## Fallecimiento
El miércoles 5 de noviembre de 2014, Aurora Bernárdez sufrió un ataque cerebrovascular al salir de una visita médica.
Fue hospitalizada, en coma, en el servicio de Neurología del Centre Hospitalier Sainte-Anne, ubicado en el Distrito XIV, en el sur de París.
Falleció el sábado 8 de noviembre de 2014 a los 94 años.
Su cuerpo fue incinerado en el crematorio del Cementerio del Père Lachaise y sus cenizas fueron trasladadas al Cementerio de Montparnasse, siendo enterradas en la tumba de Julio Cortázar y Carol Dunlop.